# Tiszatelek
Tiszatelek is een plaats (község) en gemeente in het Hongaarse comitaat Szabolcs-Szatmár-Bereg. Tiszatelek telt 1513 inwoners (2001).